# 환경기술

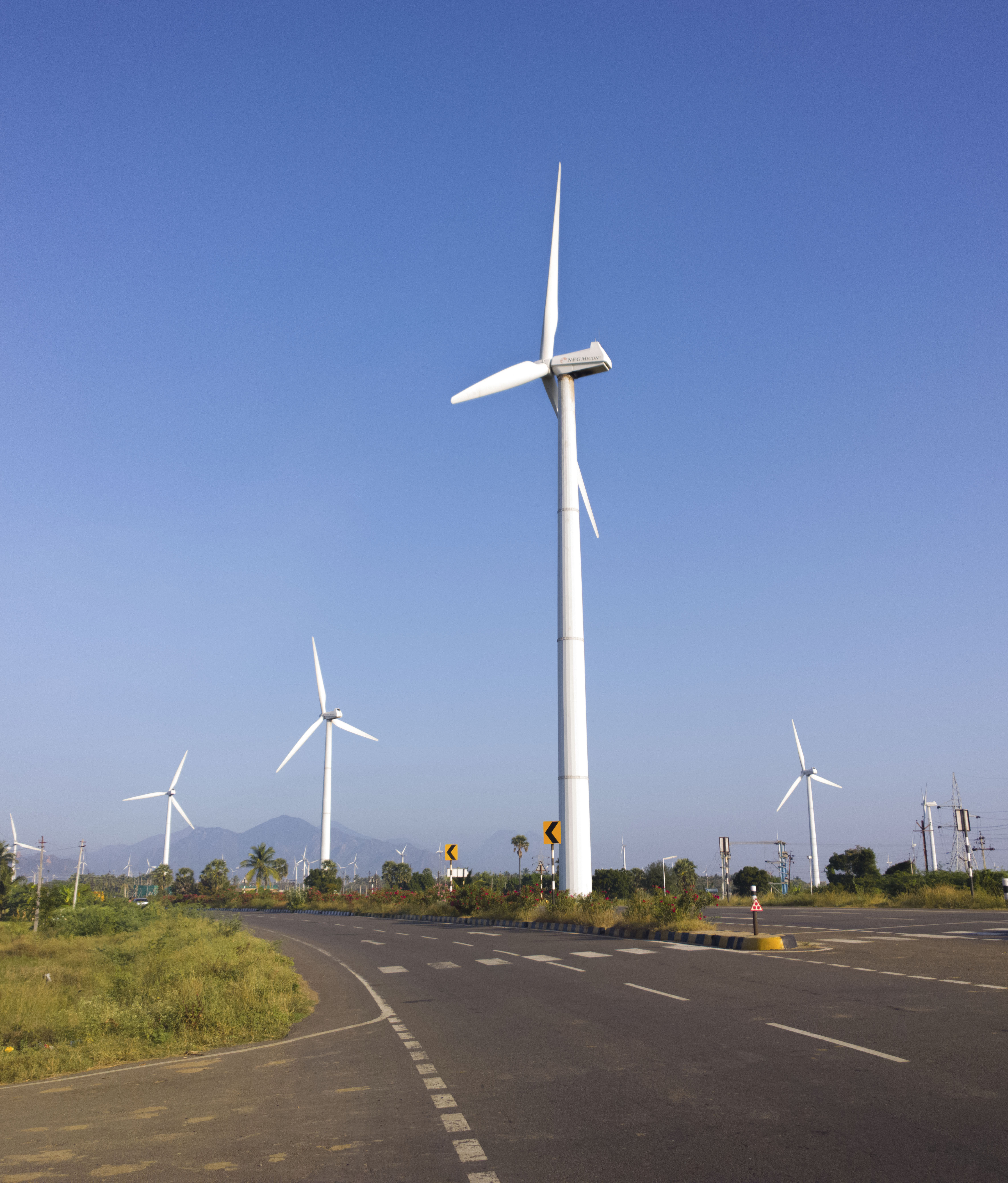

환경기술(環境技術)은 인간의 활동이 원인이 되어 발생하는 환경에 미치는 영향이 문제가 되는 경우에 관리하기 위한 기술이다.
청정 기술(cleantech) 녹색 기술(greentech)이라고도 부르며 자연 환경을 모니터링, 모델링 및 보존하기 위해 환경 과학, 녹색 화학, 환경 모니터링 및 전자 장치 중 하나 이상을 적용하는 것이다. 자원을 사용하고 인간 개입의 부정적인 영향을 억제한다. 이 용어는 태양광, 풍력 터빈 등과 같은 지속 가능한 에너지 생성 기술을 설명하는 데에도 사용된다. 지속 가능한 개발은 환경 기술의 핵심이다. 환경 기술이라는 용어는 자원의 지속 가능한 관리를 촉진할 수 있는 전자 장치 종류를 설명하는 데에도 사용된다.

## 같이 보기
- 적정기술
- 친환경
- 녹색 발전
- 그로아시스 워터박스
- 지속 가능한 에너지
- 지속 가능한 발전